# Kessinger Publishing
Kessinger Publishing, LLC es una editorial estadounidense de impresión bajo demanda ubicada en Whitefish, Montana, que se especializa en libros raros y descatalogados. En 2009, la empresa produjo 190 175 títulos y se informó que fue el tercer mayor productor de libros "no tradicionales" ese año, lo que le valió el reconocimiento de Kelly Gallagher.
En 2009, The Register informó que el volumen 1 de un libro de Lafcadio Hearn no estaba disponible para una vista previa completa en Google Books porque estaba marcado como "material protegido por derechos de autor" y estaba puesto a la venta por Kessinger Publishing. Según el artículo, algunos "académicos se indignaron" porque el libro ya era de dominio público (los acusaron de copyfraud) y criticaron a Kessinger Publishing por hacer que la copia de Internet del libro fuera "inútil para los académicos" al obligarlos a comprarlo.